# Adolf Brudes
Adolf Brudes (15 de outubro de 1899 – 5 de novembro de 1986) foi um automobilista alemão que participou do GP da Alemanha de 1952 de Fórmula 1.